# Asymptotische reuzentak

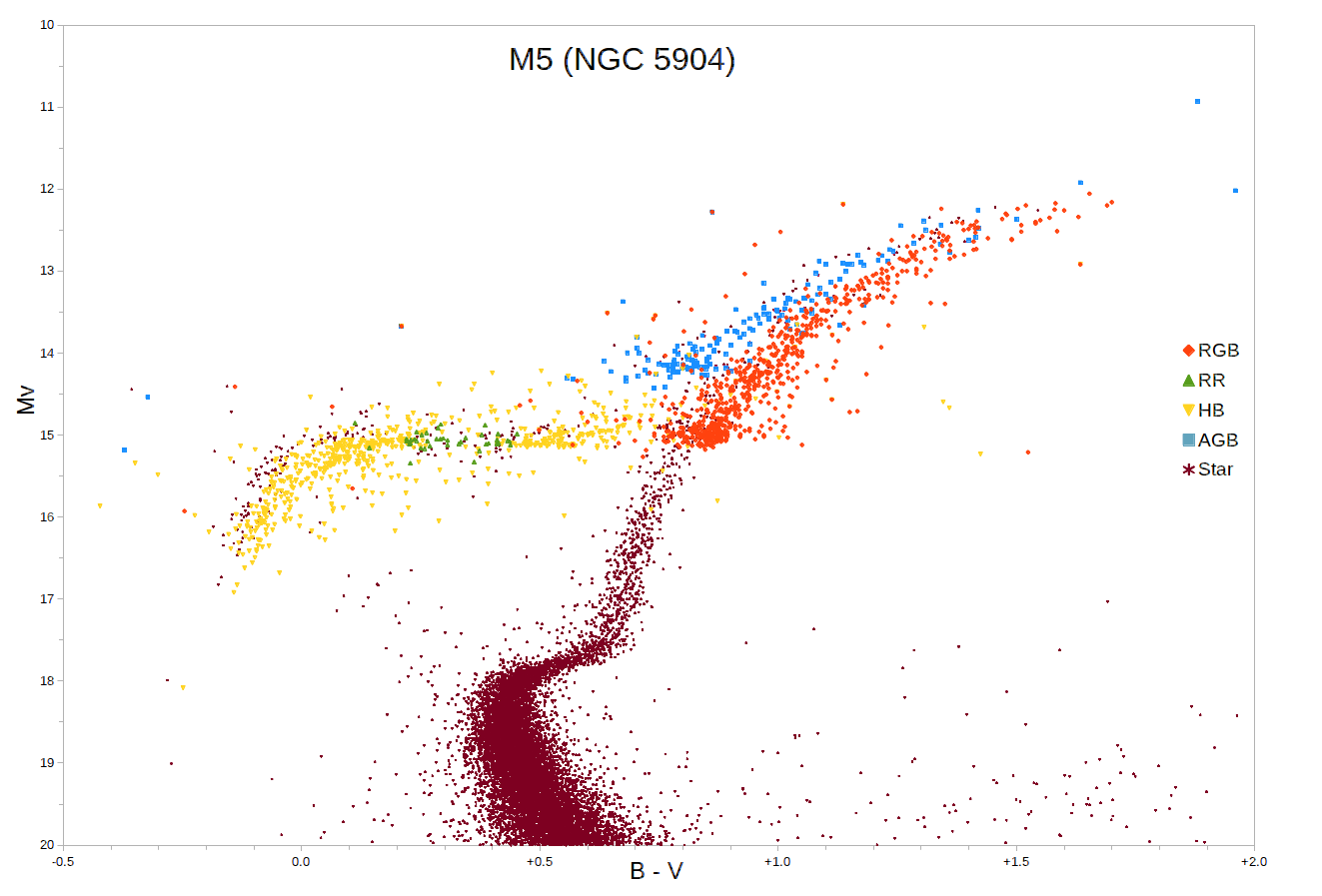
Een Hertzsprung-Russelldiagram voor bolvormige sterrenhoop Messier 5, met de asymptotische reuzensterren in het lichtblauw, de rode reuzentak in het oranje en de horizontale tak in het geel.

De asymptotische reuzentak is een gedeelte van het Hertzsprung-Russelldiagram (HR) waar een populatie van geëvolueerde, koele, lichtsterke sterren staat. Dit is een fase van sterevolutie die alle sterren van lage tot middelmatige zware massa (0,6-10 M☉ (zonsmassa)) aan het eind van de levenscyclus ondergaan.
Tijdens een observatie zal een ster op de asymptotische reuzentak eruitzien als een rode reus met een lichtkracht duizenden malen die van de zon. Karakteristieke eigenschappen van de interne structuur zijn een grotendeels inactieve kern van koolstof en zuurstof met een schil hieromheen waarin helium in een kernfusieproces wordt omgezet in o.a. koolstof en zuurstof. Om deze heliumschil zit een schil met fuserend waterstof. Om deze schillen vindt men een gigantisch steromhulsel met een samenstelling zoals van de sterren op de hoofdreeks.

## De stellaire levensevolutie

Een ster, vergelijkbaar met de zon, beweegt zich van de horizontale tak af naar de asymptotische reuzentak, na het helium in de kern te hebben verbruikt.

Een ster met 5 M_{☉} verplaatst zich naar de asymptotische reuzentak, na een blauwe lus te doorlopen wanneer het helium in de kern verbruikt is.

Wanneer het kernfusieproces al het waterstof in de sterkern heeft verbruikt, zal de kern krimpen en rijst de kerntemperatuur. Hierdoor zetten de buitenste lagen van de ster uit en daalt de oppervlaktetemperatuur. De ster wordt een rode reus en volgt de rode reuzentak naar een gedeelte rechtsboven in het HR-diagram. Uiteindelijk zal de kerntemperatuur honderd miljoen kelvin bereiken waarop het triple-alfaproces aan zal vangen: de reactie van fuserend helium. De aftrap van dit kernfusieproces, op het topje van de rode reuzentak, stopt het afkoelen van de oppervlakte en ook de lichtkracht begint af te nemen. De ster beweegt nu naar linksonder op het HR-diagram. De ster komt nu aan op de horizontale tak, wanneer deze tot populatie II behoren. Voor sterren van populatie I geldt dat deze een plek op het HR innemen die de rode klont wordt genoemd. Voor sterren met een massa groter dan 2 M☉ vindt er een 'blue loop' (blauwe lus) op het HR plaats tijdens het kernfusieproces van helium in de sterkern.
Nadat het helium in de sterkern is opgemaakt, begint de ster weer naar rechtsboven in het HR diagram te lopen. Dit traject noemt men de asymptotische reuzentak. De oppervlaktetemperatuur neemt af, de ster zet uit en de lichtkracht neemt toe. Deze veranderingen op het HR komen bijna geheel overeen met de eerdere rode reuzentak, vandaar de term asymptotisch. De ster zal wel lichtsterker worden dan ze deed op het toppunt van de rode reuzentak. 

### De fasen van de asymptotische reuzentak
Deze fasen worden in de Engelstalige astronomie in twee klassen verdeeld: de vroege asymptotische reuzentak (early-asymptotic giant branch of E-AGB) en de daaropvolgende thermisch pulserende asymptotische reuzentak (thermally pulsing-asymptotic giant branch of TP-AGB). Tijdens de E-AGB fase is de voornaamste energiebron fuserend helium in een schil om een kern die grotendeels bestaat uit koolstof en zuurstof. Tijdens deze fase zetten de sterren flink uit, tot gigantische proporties en worden opnieuw een rode reus. De straal van de ster kan wel zo groot worden als 1 astronomische eenheid.  
Wanneer de heliumschil om de kern door haar brandstof heen is, begint de tweede of TP-AGB fase. De energieproductie van de ster bevindt zich nu in een dunne, fuserende waterstofschil, om de heliumschil heen. Deze waterstofschil beperkt de binnenste heliumschil tot een erg dunne laag, waar geen stabiele kernfusie kan plaatsvinden. Dit levert weer meer helium op van de waterstoffusie, waardoor na een periode van tien- tot honderdduizend jaar er toch weer heliumfusie wordt gestart. Dit is een explosieve gebeurtenis en noemt men een heliumflits. In deze instantie is het dan een heliumschilflits. De lichtkracht van deze schilflits bereikt duizenden malen de hoeveelheid van de totale lichtkracht van de ster zelf, die over slechts een paar jaar exponentieel afneemt. De heliumschilflits zorgt voor een expansieve toename van de ster, en een afkoeling van de oppervlaktetemperatuur. Dit legt het kernfusieproces in de waterstofschil lam, waarna er sterke convectie in het gebied tussen de twee schillen optreedt. Wanneer het kernfusieproces van het helium in de heliumschil de grens met de waterstofschil bereikt, neemt hierbij de temperatuur dusdanig toe dan er ook weer waterstof begint te fuseren, waarna de cyclus opnieuw begint. De grote doch kortdurende toename in lichtkracht van de heliumschilflits produceert een toename van enkele tienden magnitudes in een ster voor een paar honderd jaar, een verandering die losstaat van de al plaatsvindende veranderlijke lichtkracht over perioden van tientallen tot honderdtal dagen die deze sterren doorgaans vertonen.

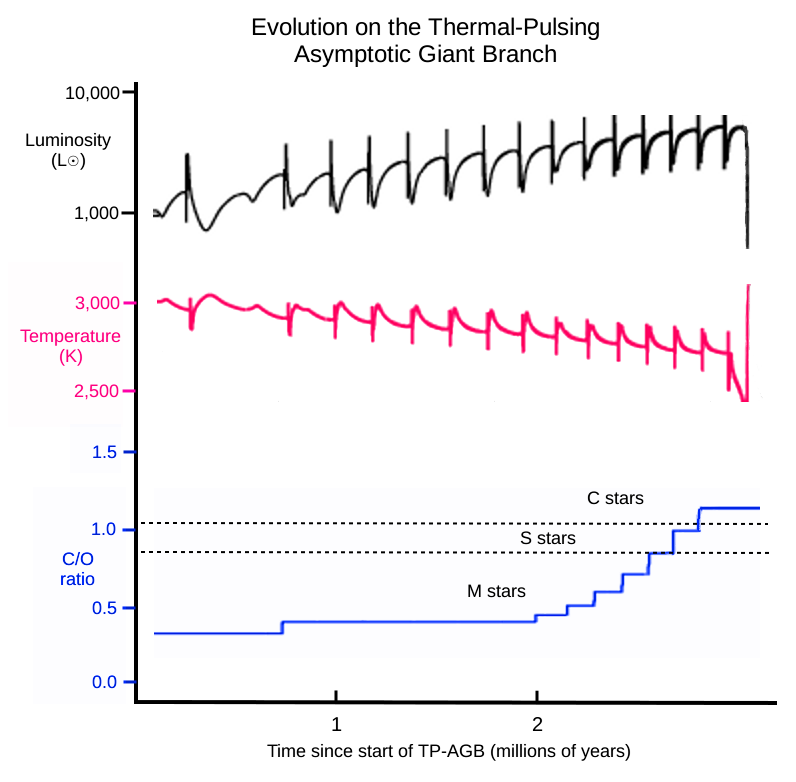
Evolutie van een ster van 2 M_{☉} tijdens de tweede fase van de asymptotische reuzentak.

Tijdens de thermische pulsen tijdens de latere fase van de asymptotische tak, die slechts een paar honderd jaar duren, kan het voorkomen dat er materie uit de kern vermengd raakt met de buitenste lagen. Hierdoor verandert de samenstelling van het steroppervlak. Dit proces wordt 'dredge-up' (opbaggering) genoemd. Vanwege dit transportproces kunnen asymptotische reuzensterren s-proces-producten in hun spectrum vertonen. Het s-proces staat voor slow neutron capture proces, een proces in asymptotische reuzensterren waarbij atoomkernen zwaarder dan ijzer kunnen worden gevormd. Heftige 'dredge-ups' kunnen leiden tot het ontstaan van de robijnrode koolstofsterren. 
Asymptotische reuzentaksterren zijn doorgaans veranderlijke sterren met een lange periode. Ze verliezen veel massa via de sterrenwind. Thermische pulsaties veroorzaken nog meer massaverlies en kunnen zelfs delen van het omhulsel doen loslaten van de ster. Tijdens de asymptotische reuzentakfase kunnen sterren tot 50%-70% van hun totale massa verliezen.

### Circumstellaire stofwolken rond asymptotische reuzentaksterren

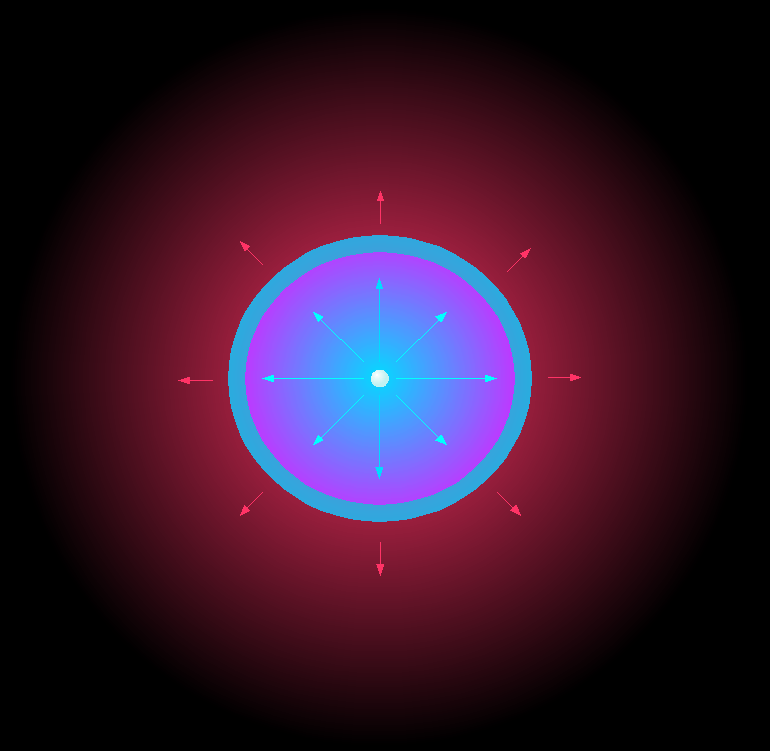
Schematische voorstelling van het uitstoten van materie door een ster aan het einde van de asymptotische reuzentak.

Het omvangrijke massaverlies van asymptotische reuzentaksterren betekent dat ze omgeven worden door uitgebreide circumstellaire stofwolken, die zich uiteindelijk kunnen ontwikkelen tot protoplanetaire nevels en/of planetaire nevels. Met een levensduur van doorgaans 1 miljoen jaar op de asymptotische reuzentak en een uitgaande snelheid van materie van 10 km/s, kan de maximale straal berekend worden op zo'n 3 · 1014 (30 lichtjaar).
Dat is de maximale afstand, aangezien de sterrenwind zich zal gaan vermengen met het aanwezige kosmische stof in het interstellair medium over de grote afstanden, ook houdt deze waarde geen rekening met de snelheid van de ster ten opzichte van de uitgestoten materie. Men vindt de meest interessante waarnemingen hiervan dicht bij de ster, waar de sterrenwind ontspringt en het massaverlies kan worden bepaald. Ook in de buitenste lagen van deze circumstellaire stofwolken worden interessante chemische processen aangetoond, waar het door de omvang en optische diepte gemakkelijk observeren is.
In de circumstellaire stofwolken rond een asymptotische reuzentakster is een gebied waar kosmisch stof wordt gevormd uit de sterrenwind. Hier worden vuurvaste deeltjes uit de gasvorm gehaald en eindigen als kosmisch stof. Het nieuw gevormde stof zal direct katalytische reacties aangaan. De sterrenwind van een asymptotische reuzentakster is dus producent van kosmisch stof en deze sterren zijn naar veronderstelling de grootste bron voor het ontstaan van stof in het universum. 
De sterrenwind van asymptotische reuzentaksterren, met name die van Mira-veranderlijken en OH/IR-sterren zijn vaak bronnen van astrofysische masers. De verantwoordelijke moleculen hiervoor zijn siliciummonoxide (SiO), water (H2O), hydroxylradicaal (OH), waterstofcyanide (HCN) en siliciummonosulfide (SiS). SiO-, H2O- en OH-masers worden meestal gevonden in zuurstofrijke asymptotische reuzentaksterren van type M, zoals R Cassiopeiae en U Orionis. HCN- en SiS-masers worden veelal gevonden in koolstofsterren zoals IRC+10216. S-type sterren met masers zijn zeldzamer.
Nadat deze sterren bijna hun gehele omhulsel zijn kwijtgeraakt en dus alleen het kerngebied overblijft, veranderen ze verder in protoplanetaire nevels. Het uiteindelijke lot van asymptotische reuzentaksterren is de planetaire nevel.

### Verlate thermische pulsen
Zoveel als een kwart van deze sterren ondergaan een periode van hergeboorte na de asymptotische reuzentak. De kern van koolstof en zuurstof wordt nu omgeven door helium, met een schil van waterstof eromheen. Wanneer er weer kernfusie begint in de heliumschil vindt er een thermische puls plaats en keert de ster terug naar de asymptotische tak, waar het een helium fuserende, waterstofarme ster is. Als de ster een waterstof fuserende schil heeft tijdens deze thermische puls, noemt men dit een verlate thermische puls. 
De buitenste atmosfeer van de herboren ster ontwikkelt een sterrenwind en de ster volgt opnieuw een levensevolutie langs het Hertzsprung-Russelldiagram. Echter is deze fase maar van korte duur: na een periode van slechts 200 jaar begeeft de ster zich naar de witte dwerg levensfase. Bij observatie ziet deze verlate thermische puls eruit als een Wolf-Rayetster te midden van haar eigen planetaire nevel.
Er zijn enkele sterren die onder observatie staan in deze levensfase, zoals Sakurai's Object en FG Sagittae.

### Super asymptotische reuzentaksterren
Sterren dicht op de hoogste massalimiet die nog steeds tot asymptotische reuzentaksterren worden gerekend, hebben interessante eigenschappen en worden super-asymptotische reuzentaksterren genoemd. Het gaat dan om tussen de 7 M☉ en 9-10 M☉. Ze vertegenwoordigen een overgang naar de zwaardere superreuzen waarin volledige kernfusie van zwaardere elementen dan helium kan plaatsvinden. Tijdens het triple-alfaproces worden er ook elementen zwaarder dan koolstof geproduceerd: hoofdzakelijk zuurstof, maar ook wat magnesium, neon en zelfs nog zwaardere elementen. Super-asymptotische reuzentaksterren ontwikkelen een kern van koolstof en zuurstof die gedeeltelijk in ontaarde toestand geraken. Deze zijn massief genoeg om koolstof in een flits te laten fuseren op dezelfde manier zoals dat bij een heliumflits plaatsvindt. De tweede 'dredge-up' is erg sterk in sterren van deze orde van massa en dat houdt de grootte van de kern onder het benodigde niveau voor het fuseren van neon, zoals dat wel gebeurt in de grotere superreuzen. De grootte van de thermische pulsen en de derde 'dredge-ups' zijn kleiner vergeleken met de sterren van een lagere massa, terwijl de frequentie stevig toeneemt. Enkele super asymptotische reuzentaksterren kunnen ontploffen in een zogenaamde 'elektronenvangst' supernova, maar de meesten zullen eindigen als een witte dwerg van zuurstof en neon. Aangezien deze sterren veel vaker voorkomen dan superreuzen, kunnen ze weleens de bron zijn van een hoog percentage van de geobserveerde supernovae. Als er wat meer van deze supernovae worden waargenomen kan dat een waardevolle bevestiging van de theorie betekenen, aangezien deze modellen voor een groot gedeelte stoelen op aannames.